# Muzsika (folyóirat)
A Muzsika 1958 óta Magyarország vezető komolyzenei szaklapja, mely havonta jelenik meg. Célközönsége a hivatásos zenészek és pedagógusok, valamint az igényes komolyzenekedvelő közönség. Szerzői között szerepel a magyar zenetudomány és zenekritika szinte minden jelentős alakja. Magas színvonalú és szakmailag megalapozott írásaiban beszámol a zenei közéletről és eseményekről, fesztiválokról, tudományos ülésszakokról. Alapos és elemző kritikákat publikál a koncertekről, az operabemutatókról, zenei könyvekről, lemezekről. Interjúkat közöl magyar és külföldi komponistákkal, előadókkal, s kitekint a nemzetközi zenei életre. Zenetudományi rovattal rendelkezik. Főszerkesztője Feuer Mária zenei író, zenekritikus, szerkesztői Barabás András és J. Győri László, képszerkesztője Felvégi Andrea.
A támogatás drasztikus csökkenése miatt 2018 decemberében a mintegy 1000 példányban megjelenő lap nyomtatott formája megszűnt. 2019 januárjától internetes szakfolyóiratként folytatja működését.
2022. szeptemberétől a Muzsika on-line felülete és vele együtt a kiadó Pro Musica Alapítvány kuratóriuma és a szerkesztőség is megújult. A megújulással párhuzamosan elindult a Koncertkalendárium on-line felülete is, mely a hazai klasszikus zenei koncerteket hirdeti. 

## Lásd még
- Muzsika repertórium